# Donne in noir
Donne in noir è stato un programma televisivo italiano di intrattenimento in onda su Top Crime dal 15 al 19 giugno 2015, condotto da Marta Perego.
In ognuna delle 5 puntate, della durata di 12 minuti, Marta Perego intervistava una diversa scrittrice di romanzi noir, rispettivamente: Barbara Baraldi, Elisabetta Bucciarelli, Lorenza Ghinelli, Sara Bilotti e Rosa Teruzzi.